# José Offerman
Pour les articles homonymes, voir Offerman.
José Antonio Offerman Dono (né le 8 novembre 1968 à San Pedro de Macorís, République dominicaine) est un joueur de baseball. Il a joué à l'avant-champ dans les Ligues majeures pendant 15 saisons, entre 1990 et 2005, puis deux saisons dans une ligue indépendante, la Atlantic League. Il est actuellement joueur et manager des Tigres del Licey de la Ligue dominicaine de baseball hivernal.
Offerman n'a pas joué en Amérique du Nord depuis 2007, après avoir été suspendu puis condamné pour avoir attaqué un adversaire avec son bâton. En 2010, il se retrouve de nouveau sur la sellette après avoir frappé un arbitre dans une ligue de République dominicaine.

## Carrière

### Ligues majeures
José Offerman a commencé sa carrière en 1990 avec les Dodgers de Los Angeles, pour qui il a évolué durant six années au poste d'arrêt-court.
Entre 1996 et 1998, il joue au deuxième but chez les Royals de Kansas City, avec qui il connaît ses meilleures saisons en offensive. En 1998, il présente une moyenne au bâton de ,315, mène la Ligue américaine avec 13 triples et vole 45 buts.
Il a participé à deux matchs des étoiles de la ligue majeure de baseball, comme représentant des Dodgers en 1995, puis en 1999 comme membre des Red Sox de Boston, pour qui il s'aligne jusqu'en 2002.
Lors des séries éliminatoires de 1999, il frappe pour ,389 en Série de division contre les Indians de Cleveland, puis pour ,458 (11 coups sûrs en 24 présences au bâton) en Série de championnat contre les Yankees de New York.
Offerman a joué pour les Mariners de Seattle du mois d'août 2002 à la fin de la saison. 
En 2003, il signe avec les Expos de Montréal mais est retranché au camp d'entraînement. 
En 2004, il effectue un retour dans les majeures avec les Twins du Minnesota, puis partage la saison 2005 entre les Phillies de Philadelphie et les Mets de New York.

### Après les majeures
En 2006 et 2007, Offerman a joué pour les Ducks de Long Island dans la Atlantic League.
En 2008, il a été nommé joueur-manager des Tigres del Licey, franchise de Saint-Domingue dans la Ligue dominicaine de baseball hivernal. Il a mené l'équipe à la victoire dans la Série des Caraïbes.

### Incidents

#### Ligue Atlantique
Le 14 août 2007, alors qu'il était membre des Ducks de Long Island de la Atlantic League, José Offerman est atteint par un lancer de Matt Beech, des Bluefish de Bridgeport. Il se précipite vers le monticule et tente de frapper Beech avec son bâton. Le lanceur tente de se protéger avec son gant et a un doigt cassé. Le receveur des Bluefish, John Nathans, reçoit un coup de bâton en essayant de maîtriser Offerman et souffrira d'une commotion cérébrale.
Offerman sera expulsé de la partie puis arrêté par la police du compté de Bridgeport. Le lendemain de l'incident, il est suspendu indéfiniment par la ligue. Le 17 août, la ligue annonce qu'elle ne lèvera pas la suspension avant que les procédures judiciaires contre Offerman soient terminées.
Le joueur, qui a présenté des excuses à la suite de son geste, plaide non coupable à des accusations d'agression le 24 septembre. Le 30 octobre, le tribunal le condamne à deux années de probation, estimant que l'accusé présente peu de risques de récidive.
En 2009, John Nathans a intenté contre Offerman une poursuite au civil pour 4,8 millions de dollars. Il affirme souffrir de syndrome post-commotionnel et estime que l'incident impliquant Offerman est responsable de la fin de sa carrière de baseballeur.

#### Ligue dominicaine de baseball hivernal
Le 16 janvier 2010, Offerman, manager des Tigres del Licey de la Ligue dominicaine de baseball hivernal, frappe un arbitre lors d'un match de son équipe contre les Gigantes del Cibao. Venu sur le terrain pour protester contre l'expulsion de son receveur, sorti de la partie par un officiel pour avoir trop argumenté sur la zone de prises, Offerman décoche une droite à l'arbitre au premier but Daniel Rayburn.
Amené à un poste de police situé à proximité du stade Quisqueya de Saint-Domingue, Offerman a été détenu deux heures par la police locale. Le groupe d'arbitres en fonction lors de ce match (Rayburn, Jayson Bradley, Barry Larson et Justin Vogel) a terminé la partie puis a remis à la ligue sa démission.
Offerman a présenté ses excuses pour son comportement, qu'il a qualifié d'« injustifiable ». Il est néanmoins banni à vie de la Ligue dominicaine d'hiver.